# 森郁夫 (富士重工業)
森郁夫（1947年8月19日—）乃日本的企業家，曾任富士重工業（今速霸陸）第十任社長等職務。

## 生平簡歷
1947年（昭和22年）8月19日森郁夫生於高知縣，1970年（昭和45年）3月畢業於早稻田大學理工學部，旋即在同年4月進入富士重工業群馬工廠工務部計數課工作。從海外營業本部北美事業部主管、海外生産推進部部長、海外企劃部部長等，一路升至海外營業本部部長，並在2006年6月自竹中恭二手中接下第10任社長。
在他的任期內，豐田汽車對該公司的持股比例從9.5%升至16.61%，繼續成為最大股東；並且推出速霸陸Stella、速霸陸Pleo、速霸陸Lucra、速霸陸Exiga、速霸陸XV等車款。

## 內部連結
- 速霸陸

## 外部連結
- （日語）日経NIKKEI: 森郁夫・富士重工業社長 （页面存档备份，存于）
- （日語）月刊BOSSｘWizBiz: 設立60年を経ても宿る　中島飛行機のDNA （页面存档备份，存于）

| 富士重工業（今速霸陸）歷代社長 |                                 |                 |
| 前任： 竹中恭二                | 第10任社長 2006年6月－2011年6月 | 繼任： 吉永泰之 |